# Manuel António von Portugal
Manuel António von Portugal (* 24. Februar 1600 in Delft; † 27. Oktober 1666 in Schagen) war ein niederländischer Adliger.

## Jugend
Er wurde als Sohn von Manuel von Portugal (* 1568; † 22. Juni 1638) und Emilia von Oranien-Nassau (* April 1569; † 6. März 1629) geboren. Letztere war eine Tochter des Fürsten Wilhelm I. von Oranien-Nassau (* 1533; † 1584) und der Fürstin Anna von Sachsen (* 1544; † 1577). Manuel Antónios Vater, Manuel von Portugal, war der (außereheliche) Sohn des portugiesischen Thronprätendenten António von Crato (* 1531; † 1595).
Anfänglich wurde Manuel António durch seine Mutter im reformierten Bekenntnis erzogen aber 1612 zusammen mit seinem Bruder Ludwig Wilhelm von seinem Vater zu seinem Onkel Christoph nach Frankreich geschickt, wo er eine römisch-katholische Erziehung erhielt. Bereits 1613 wurde er von seinem Onkel, dem Statthalter Moritz von Oranien, zum Hauptmann ernannt, was nicht zur Übernahme eines militärischen Kommandos führte, sondern wegen der damit verbundenen Einkünfte geschah. 1619–1623 war er Gouverneur des Fürstentums Orange für seinen Onkel Moritz. Dabei spielte offensichtlich eine Rolle, dass er den römisch-katholischen Gottesdienst besuchte, und die Mehrheit der Bevölkerung im Fürstentum Oranien katholisch war. Die Amtsgeschäfte waren dem stellvertretenden Gouverneur Valckenburg übertragen. Er führte dort ein großzügiges Leben, gab mehr Geld aus, als zur Verfügung stand, und musste von seinem Onkel 1623 vorzeitig zurück berufen werden. Zunächst bezog er noch das entsprechende Gehalt von 6.000 Gulden weiter. Aber damit machte der nächste Statthalter, der ab 1625 regierende Friedrich Heinrich, Schluss.

## Kirche und Militär
Ohne eigene Einnahmequelle musste er deshalb 1626 zusammen mit seinem Vater in die Spanischen Niederlande nach Brüssel gehen. Dort wurden sie herzlich empfangen. Manuel António begann dort als Rittmeister eine militärische Karriere in spanischen Diensten und am erzherzoglichen Hof.
Dies war nur von kurzer Dauer. Am 15. Juli 1628 trat er – im Beisein der Statthalterin Isabella Clara Eugenia und ihres ganzen Hofes – in den Karmeliterorden ein, nahm den Ordensnamen Felix a Santa Isabella an und trat in das Karmeliterkloster in Brüssel ein. Dort wurde er zum Priester geweiht. Von 1628 bis 1633 war er Geistlicher. 1633 aber floh er aus dem Kloster zurück nach Holland und konvertierte am 15. Januar 1634 in Delft erneut. Jetzt war er reformiert.
Für 1638 wird berichtet, dass er den Titel Fürst von Portugal angenommen hat und am 12. Juni 1638 tritt er als Rittmeister bei den Kürassieren erneut in die Dienste der Generalstaaten.
Kurz darauf wurde er bei Geldern durch den Kardinalinfanten Ferdinand von Österreich und General Guillaume de Lamboy gefangen gesetzt, nach Brüssel gebracht und auf seine Bitte hin wieder „seinem“ Kloster überstellt. Das geschah aber offensichtlich nur aus dem sich aus der Gefangenschaft ergebender Zwang, denn er floh, kehrte erneut nach Holland zurück und konvertierte am 4. April 1643 erneut zum reformierten Bekenntnis.

## Heirat
Am 14. Dezember 1646 heiratete er in Delft Gräfin Johanna von Hanau-Münzenberg-Schwarzenfels (* 1610; † 13. September 1673 in Delft), Witwe des Wild- und Rheingrafen Wolfgang Friedrich von Salm-Dhaun (* 1589; † 24. Dezember 1638). Aus dieser Ehe gingen hervor:
- Wilhelmina Amalia (* 1647; † 14. November 1647)
- Elisabeth Maria (* 20. November 1648 in Delft; † 15. Oktober 1717 in Vianen), verheiratet am 11. April 1678 mit Oberstleutnant Baron Adriaan von Gent (* 16. Februar 1645 in Den Haag; † 10. August 1708)

Hervorgehoben wird in der Literatur, dass die Gräfin – sie stammte aus einem verarmten Seitenzweig ihrer Familie, der durch den Dreißigjährigen Krieg arg gebeutelt war – kaum etwas in die Ehe mitbrachte. Die Schulden drückten weiter auf Manuel António. Dazu zählte auch der Unterhalt von 300 fl. pro Jahr, zu dem er von einem holländischen Gericht verurteilt worden war, und den er an seinen unehelichen Sohn Wilhelm (* 1646) zu zahlen hatte, dessen Mutter eine Dina Borremans war.

## Späte Karriere
1645 übernahm er in holländischem Dienst als Hauptmann eine Kompanie Infanterie und wurde bald zum Oberst befördert. 1656 wurde er Gouverneur von Steenwijk und Kommandant von Elburg.
Er starb am 27. Oktober 1666 in Schagen und wurde in Delft bestattet.